# Clube Atlético Deportivo
O Clube Atlético Deportivo, também conhecido como CAD ou Guarapuava, é uma equipe de futsal da cidade de Guarapuava, do estado do Paraná. O CAD, chamado assim pela torcida, ficou conhecido em todo o estado em 2010 quando ganhou o Campeonato Paranaense de Futsal. Suas cores são o Branco, Vermelho e Preto, a equipe manda seus jogos no Ginásio Joaquim Prestes, com capacidade para 4.000 pessoas.
Atualmente disputa a Campeonato Paranaense de Futsal Chave Ouro

## História
O Clube Atlético Deportivo foi fundado em 1996 com o nome de Deportivo Futsal. A princípio, tinha o intuito de disputar apenas competições a nível municipal, porém em meio a evolução da modalidade tanto no estado quanto no país, passou ao profissionalismo em 2000, representando a cidade de Guarapuava, nos principais certames do salonismo paranaense e brasileiro.
A primeira competição estadual da agremiação foi a Taça Paraná de Futsal, depois do título citadino de 1996, ainda na era amadora. Que seguiu até o ano de 2000, quando é confirmada sua participação na Chave Prata, primeiro torneio profissional do clube. Já em 2002, conquista seu primeiro título organizado pela Federação Paranaense de Futsal, a Copa Amocentro.
No ano de 2005, alcançou o acesso a elite do futsal paranaense, garantindo o acesso para Chave Ouro. Em 2009, fez sua melhor campanha, até aquele momento, um 5º lugar. Em 2010, o clube conquistou o Campeonato Paranaense de Futsal Chave Ouro, entrando no seleto grupo de campeões da competição.
No ano de 2021, no Ginásio Joaquim Prestes a equipe guarapuavana, venceu a equipe de Mariopólis  em uma final emocionante, conquistando o titulo do Campeonato Paranaense de Futsal - Chave Prata e garantindo novamente o acesso acesso a elite do futsal paranaense.

## Títulos
| ESTADUAIS | ESTADUAIS                                    | ESTADUAIS | ESTADUAIS         |
|           | Competições                                  | Títulos   | Temporadas        |
| --------- | -------------------------------------------- | --------- | ----------------- |
| Paraná    | Campeonato Paranaense de Futsal - Chave Ouro | 3         | 2010, 2014 e 2015 |
| Paraná    | Campeonato Paranaense de Futsal - Chave P    | 1         | 2021              |
| Paraná    | Taça Paraná de Futsal                        | 1         | 2014              |
| Paraná    | Torneio dos Campeões de Futsal do Paraná     | 1         | 2015              |
| Paraná    | Copa Amocentro                               | 1         | 2002              |

### Campanhas de Destaque
- Vice-campeão da Liga Sul de Futsal: 2010 e 2011
- 4º Lugar Campeonato Paranaense de Futsal Chave Ouro: 2011
- 8º Lugar Taça Brasil de Futsal: 2011